# AskMeNow
AskMeNow Inc. es una empresa pública estadounidense, especializado en búsqueda móvil y publicidad móvil. La compañía oficial con sede en Irvine, California se lanzó en noviembre de 2005. El sitio no está más vivo. El ofrecimiento primario de AskMeNow Inc. es un buscador móvil de consumo que utiliza tecnología propietaria para ofrecer una plataforma de provision de contenido dinámico e interacción basada en lenguaje natural. El resultado final es que AskMeNow puede responder a las preguntas de usuario planteadas en lenguaje natural con una sola respuesta relevante. Las respuestas a preguntas basadas en texto son enviadas de vuelta en una variedad de formatos incluyendo SMS, Correo electrónico, o páginas WAP dinámicas. AskMeNow ofrece también un servicio de contenido de empuje denominado "AlertMeNow". El servicio móvil libre empuja alertas de texto sobre una base diaria, con información de los socios de contenido incluyendo Merriam-Webster y Encyclopaedia Britannica.

## Bancarrota
AskMeNow cesó sus operaciones basadas en Filipinas en febrero de 2008 debido a la bancarrota. La compañía cesó posteriormente todas las operaciones en mayo de 2008. A partir del 24/04/2009, la corporación todavía se enumera en las Pink Sheets de venta libre.
- Datos: Q2894121